# پیتر هاپکرک
پیتر هاپکرک (به انگلیسی: Peter Hopkirk) یک روزنامه نگار انگیسی است که تا به حال شش کتاب در مورد امپراتوری انگلستان، روسیه و آسیای مرکزی نوشته‌است.

## آثار
- بازی بزرگ